# The Giulianiad

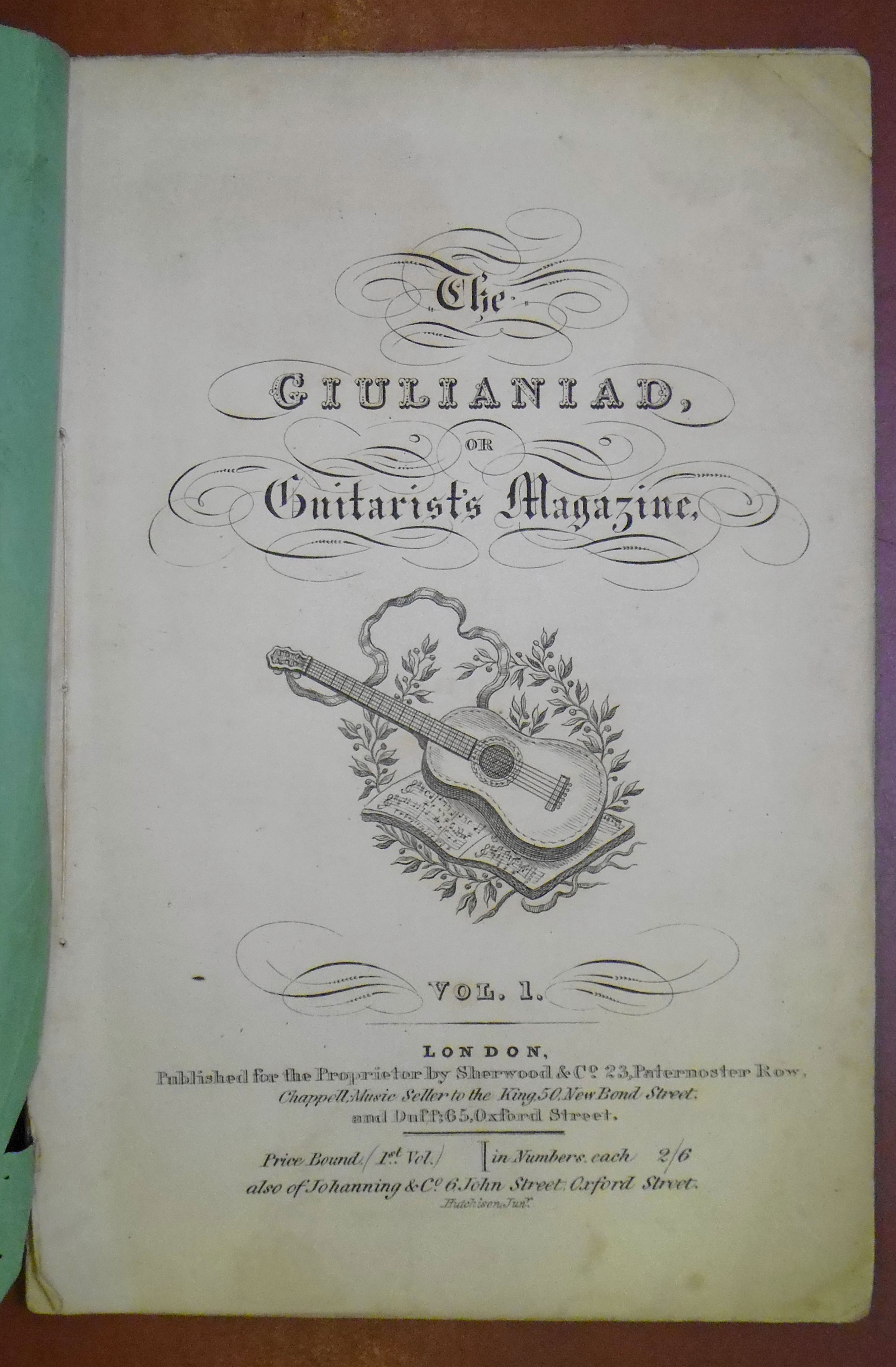
Titelblatt der Nummer 6

The Giulianiad or Guitarist's Magazine war eine der ersten Zeitschriften für Gitarristen. Sie erschien von 1833 bis 1835 in London und ist nach dem italienischen Gitarristen Mauro Giuliani benannt.

## Geschichte

### Erscheinungsort
1833 erschien in London die erste Nummer von „The Giulianiad or Guitarist's Magazine“. In der ersten Hälfte des 19. Jahrhunderts hatte sich London, nach Wien und Paris, als eines der gitarristischen Zentren Europas etabliert. So lebte der Spanier Fernando Sor von 1815 bis 1822 ebenso in London wie der aus Trier in Deutschland stammende Gitarrist Ferdinand Pelzer, der Österreicher Leonhard Schulz und der Pole Felix Horetzky. Matteo Carcassi und Niccolò Paganini konzertierten mehrfach in der Stadt. Um 1830 erreichte die Begeisterung für die Gitarre („Gitarrenmanie“) einen Höhepunkt („the height of the British guitar craze“).

### Herausgeber
Der oder die Herausgeber oder Herausgeberinnen werden in keiner Ausgabe benannt. Die Literatur vermutet, dass Ferdinand Pelzer, Pelzer und Felix Horetzky oder Pelzer, Horetzky und Leonhard Schulz hinter der Zeitschrift standen. S. Button verweist darauf, dass auf dem Zeitschriftenumschlag Pelzers Adresse (55, Great Marlborough Street und später 39, Great Portland Street) als Bezugsadresse gedruckt ist und Pelzer auf dem Innenumschlag für seine Tätigkeit als Gitarrenlehrer wirbt, was für eine Herausgeberschaft Pelzers spreche.

### Ausgaben
Die erste Ausgabe erschien im Januar 1833 oder sogar bereits am 14. Dezember 1832, wie der Morning Herald am selben Tag berichtet. Die letzte überlieferte Ausgabe erschien vermutlich im Juli 1835. Es bleibt unklar, ob die letzte bekannte Ausgabe als Vol. 2 No. 13 (siehe Tabelle) oder als Vol. 3. No. 3 erschien. Vermutlich wurde die Zeitschrift nach zweieinhalb Jahren eingestellt. Die Erscheinungsdauer liegt damit sehr nahe am seinerzeitigen Durchschnitt von zwei Jahren und vier Monaten. Die Tabelle fasst die Ausgaben nach der Darstellung von R. Coldwell zusammen.
| Vol. | No. | Monat        | Inhalt                                             |
| ---- | --- | ------------ | -------------------------------------------------- |
| 1    | 1   | Januar 1833  | Artikel („Musical Literature“) und Noten („Music“) |
| 1    | 2   | Februar 1833 | Artikel („Musical Literature“) und Noten („Music“) |
| 1    | 3   | März 1833    | Artikel („Musical Literature“) und Noten („Music“) |
| 1    | 4   | April 1833   | Artikel („Musical Literature“) und Noten („Music“) |
| 1    | 5   | Juli 1833    | Artikel („Musical Literature“) und Noten („Music“) |
| 1    | 6   | Oktober 1833 | Artikel („Musical Literature“) und Noten („Music“) |
| 1    | 7   | Januar 1834  | Noten („Music“)                                    |
| 2    | 8   | April 1834   | Noten („Music“)                                    |
| 2    | 9   | Juli 1834    | Noten („Music“)                                    |
| 2    | 10  | Oktober 1834 | Noten („Music“)                                    |
| 2    | 11  | Januar 1835  | Noten („Music“)                                    |
| 2    | 12  | April 1835   | Noten („Music“)                                    |
| 2    | 13  | Juli 1835    | Noten („Music“)                                    |

## Bestände
Ausgaben der Zeitschrift sind in der British Library und in der Guildhall School of Music and Drama sowie in privaten Sammlungen vorhanden. Bei dem Bestand in der British Library fehlen die Umschläge, die beim Guildhall-Bestand vorhanden sind.

## Wirkung und Rezeption

### Besonderheiten
T. Heck weist darauf hin, dass The Giulianiad keineswegs die erste Zeitschrift für Gitarristen war und benennt eine Reihe von Vorläufern – darunter als älteste Beispiele das Journal de Guitarre von P.J. Borro & P.J. Baillon, (Paris, 1784–1811), Etrennes de Guitare von P.J. Porro, (Paris, 1784–1786) und Journal d'ariettes avec accompagnement de guitare von A.F. Millet (St. Petersburg, ab 1796). Im Gegensatz zu ihren Vorgängern beschränkte sich The Giulianiad aber nicht auf Noten, sondern enthielt, zumindest in ihren ersten sechs Ausgaben, auch Artikel, Anekdoten und andere redaktionelle Beiträge. K. Sparr bezeichnet The Giulianiad als erste „echte“ Gitarrenzeitschrift („första ‚riktiga‘ gitarrtidskriften“), S. Button beschreibt die Zeitschrift als „first guitar periodical of its kind“.
M. Charters verweist darauf, dass eine Zeitschrift zu Ehren eines lebenden Musikers (Mauro Giuliani) eine Besonderheit sei, die nicht einmal Ludwig van Beethoven zuteilwurde.

„One of Beethoven's good friends was Mauro Giuliani, 11 years his junior, who moved to Vienna in 1806 and achieved such fame there as a guitar virtuoso that a magazine, The Giulianiad, was established in his honour. Even Beethoven did not have his own fan mag.“

### Rezeption
Auflage und Verbreitung der Zeitschrift sind unbekannt. Eine zeitgenössische Rezension beschreibt The Giulianiad (im Vergleich mit der ebenfalls in London erscheinenden The Harmonicon) als „führend für eine Handvoll Leute, aus deren beschränkter Zahl sie das Beste machen will.“ Der Rezensent bescheinigte den Machern, dass sie „ihre Sache verstehen“.

„If the Harmonicon is a chief of staff, the other [The Giulianiad] is the leader of small manipulus or company, which he is anxious to make the most effective its magnitutde will admit of. … The authors of the 'Giulianiad' (a crabbed name) have proved that they understand the thing. They are the first, or nearly so, that have shown they comprehend the bounty of Providence in the guitar.“

Ein weiterer Rezensent empfiehlt die in der Zeitschrift enthaltenen Stücke als „die besten, die jemals in diesem Land publiziert wurden“.

„The Giulianiad is, without exception, the best guitar work ever published in this country. In each of the numbers before us, there are, on an average, five songs, with either English, French, German, or Italian words; and most frequently the foreign words have appended to them an almost literal translation. Independent of the songs, there are from six to eight pages of Simple Melodies and Airs; with variations by Giuliam, Sor, Horetzky, or Pelzer; thus giving to each number a variety of matter, at once instructive and interesting.“

T. Evans sieht in der Zeitschrift die ersten Anzeichen einer Sentimentalisierung der Gitarre und zitiert als Beleg die erste Ausgabe.

„Of all kinds of music the Guitar is the instrument of romance and sentiment; its name handed down to us associated with deeds of chivalry and love, and awakening in the memory a thousand tradition of its enchanting power.“

C. Page erkennt in der Zeitschrift den Willen der Herausgeber, in jedem Fall modisch und neu zu erscheinen, selbst auf Kosten der geschichtlichen Wahrheitstreue.

„The backers and editor(s) of The Giulianiad never give their names, but presumably included one or more of the current professionals on the London scene, notably Ferdinand Pelzer and Felix Horetzky. These men were partners in a new publishing venture; since nothing could be fashionable unless it were also in some sense novel, they presented the currency of the guitar in that light, whatever the cost to historical accuracy.“

### Nova Giulianiad
In den Jahren 1983/84 bis 1986/88 erschien in Freiburg im Breisgau die von Joerg Sommermeyer edierte Zeitschrift „Nova giulianiad: Saitenblätter für die Gitarre und Laute; offizielles Informationsorgan der Internationalen Gitarristischen Vereinigung“, die zumindest dem Namen nach an The Giulianiad anschloss.